# Oneida (Kansas)
Oneida es una ciudad ubicada en el condado de Nemaha en el estado estadounidense de Kansas. En el año 2010 tenía una población de 75 habitantes y una densidad poblacional de 125 personas por km².

## Geografía
Oneida se encuentra ubicada en las coordenadas 39°51′57″N 95°56′19″O / 39.865877, -95.938733 (39.865877, -95.938733).

## Demografía
Según la Oficina del Censo en 2000 los ingresos medios por hogar en la localidad eran de $45,417 y los ingresos medios por familia eran $48,750. Los hombres tenían unos ingresos medios de $33,125 frente a los $23,750 para las mujeres. La renta per cápita para la localidad era de $16,138. Alrededor del 6.7% de la población estaban por debajo del umbral de pobreza.